# Mofos
Mofos è uno studio di produzione pornografico focalizzato nel genere del reality pornografico.

## Storia
È stato creato a novembre 2008 a Montreal (Canada) da Brazzers col fine di creare video con trame più semplici e attori meno conosciuti al contrario della casa madre. Il sito web di Mofos è stato acquistato per Manwin in 2010. A gennaio 2022 Mofos occupava il posto numero 43 561 nel ranking di traffico globale di Alexa.

## Network
Il network di Mofos è suddiviso, inoltre, in siti secondari e serie, ognuna con una finalità precisa e differenti soggetti e tematiche.

## Operazioni
Indipendentemente da eventuali temi espliciti, Mofos e i suoi siti secondari sono gestiti attentamente sotto la supervisione di MindGeek per evitare azioni o attività illegali. Mofos attualmente è di proprietà di  Mindgeek, precedentemente conosciuta come Manwin. Il nome è stato cambiato poco poco dopo che il suo socio e amministratore Fabian Thylman si è dimesso. Questo, dopo aver acquistato la società dagli originari fondatori, nel 2013 ha venduto le sue quote a Feras Antoon e David Tassillo, gli altri dirigenti dell'azienda. La compagnia successivamente si è fusa con RedTube, creando così MindGeek.